# Sisko Hanhijoki
Sisko Hanhijoki, född Markkanen i Rautalampi den 25 april 1962, är en finländsk före detta sprinter på nationell elitnivå.

## Meriter
Hanhijoki tog sig till final på 60 meter och 200 meter vid Inomhus-VM 1991, där hon slutade på åttonde respektive sjätte plats. Hon tog sig till semifinal på båda distanserna vid ytterligare två inne-VM, 1989 och 1993. På 200 meter tog hon sig till semifinal även vid VM utomhus 1991.

## Personliga rekord
- 100 meter: 11,24 sekunder (Tokyo, 26 augusti 1991)
- 200 meter: 23,12 sekunder (Tokyo, 29 augusti 1991)
- 60 meter (inomhus): 7,20 sekunder (Sevilla, 8 mars 1991, och Karlsruhe, 11 februari 1990)
- 200 meter (inomhus): 23,55 sekunder (Sevilla, 9 mars 1991)